# Francis Douce
Francis Douce (AFI: [ˈdaʊs]; Londra, 1757 – 30 marzo 1834) è stato un antiquario e collezionista d'arte inglese.

## Biografia
Francis Douce nacque a Londra. Suo padre era impiegato alla Court of Chancery (Corte di Cancelleria) della capitale. Completati gli studi, cominciò a lavorare accanto al padre, ma ben presto lasciò l'impiego per dedicarsi alla sua vera vocazione: l'antichità. Divenne un membro in vista della Società degli Antiquari inglese e dal 1807 al 1811 divenne conservatore del dipartimento di manoscritti al British Museum. Dovette tuttavia rassegnare le dimissioni per alcune divergenze con i trustees - una sorta di consiglio di amministrazione - della stessa istituzione.
Nel 1807 diede alle stampe il libro Illustrations of Shakespeare and Ancient Manners (2 voll. in 8°), che conteneva alcune informazioni poco scientifiche e alcune interpretazioni scorrette. Una recensione poco generosa del suo lavoro, comparsa nel The Edinburgh Review, lo irritò profondamente e quindi rinunciò ad imbarcarsi in altre imprese editoriali della stessa portata. Tuttavia contribuì con le sue conoscenze a diversi articoli scientifici apparsi su riviste specializzate come Archaeologia e The Gentleman's Magazine. Nel 1833 pubblicò Dissertation on the various Designs of the Dance of Death, su cui Douce aveva lavorato lungamente. Morì il 30 Marzo 1834.

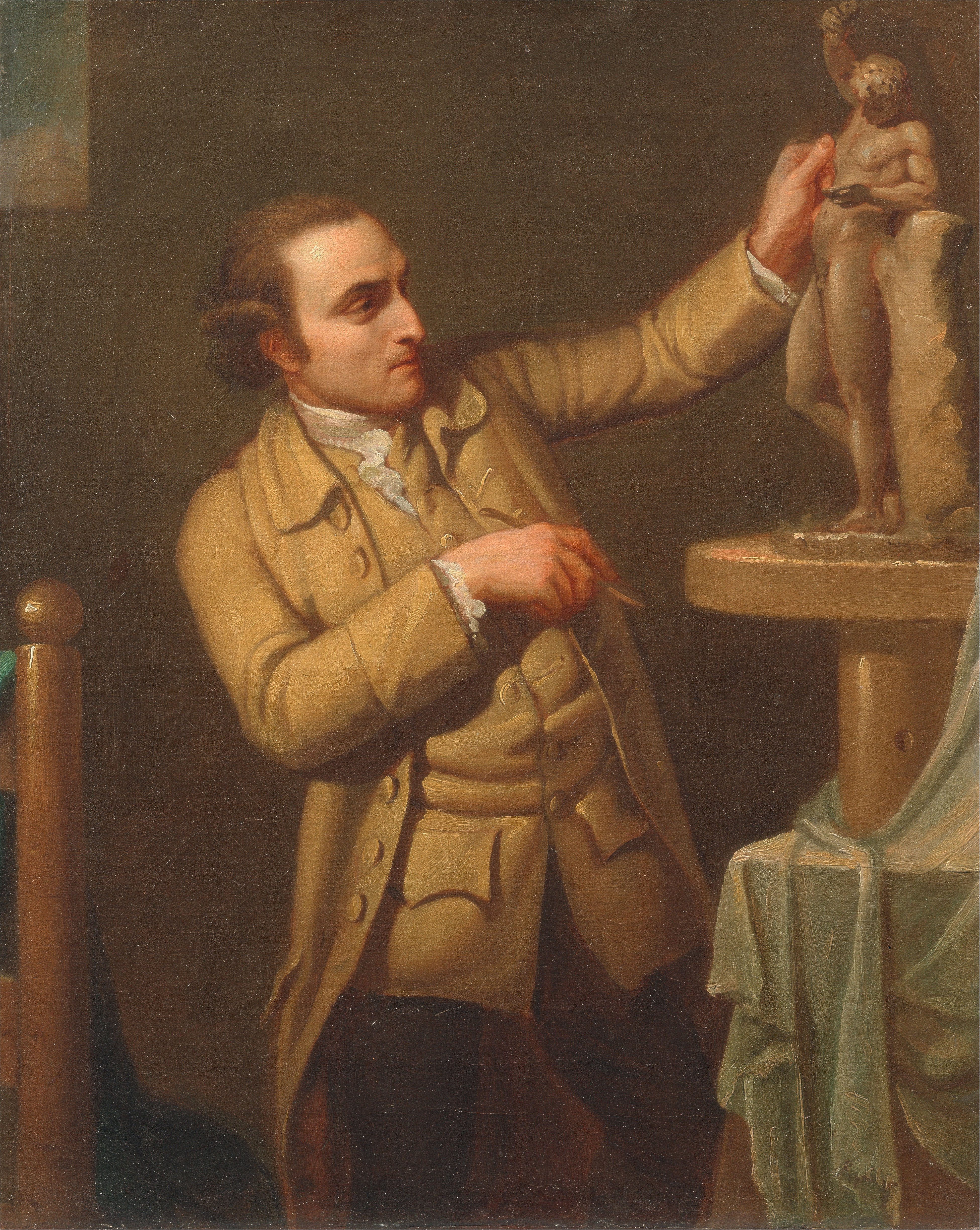
Mary Moser (1744–1819) Portrait of the sculptor Joseph Nollekens (1737-1823), Yale Center for British Art, Paul Mellon Collection, inv. B1981.25.468

Nel 1823 Douce si ritovò come unico beneficiario della fortuna racimolata in vita dallo scultore Joseph Nollekens. Fu finalmente un'ottima occasione per Douce di acquisire libri e oggetti d'arte senza troppi ripensamenti.
Secondo le sue ultime volontà, la sua sterminata collezione di libri, manoscritti decorati, monete, stampe, disegni e altre curiosità, confluì in quella della Biblioteca Bodleiana di Oxford; una parte della collezione di manoscritti fu invece destinata al British Museum, ma toccò attendere il 1 gennaio 1900 per stimarne l'effettivo contenuto; dipinti, suppellettili ed altre antichità furono invece lasciate a Sir Samuel Meyrick, che ne descrisse alcune caratteristiche nel suo The Doucean Museum.

## Motivazioni delle dimissioni
Nel 1811 Douce rassegnò le dimissioni dal British Museum enunciando una serie di ragioni che sarebbero poi diventate leggendarie nei circoli istituzionali. La lettera è preservata alla Biblioteca Bodleiana. La lista delle ragioni recita:
1. La Natura costitutiva del M[useo] è nell'insieme opinabile.
2. Il freddo, il pericolo, nel frequentare il palazzo durante l'inverno.
3. L'enorme mole di lavoro che invece che diminuire è sempre in crescita.
4. La totale incapacità di creare qualcosa di buono, nonostante la profusione continua,  di sforzi personali, sebbene moderati e limitati.
5. Un apparente, e io credo vero e proprio, sistema di spionaggio interno e un'ovvia deferenza e fiducia nei confronti dei funzionari.
6. La totale assenza di ogni assistenza nel mio dipartimento.
7. [omissione]
8. [omissione]
9. La mancanza di collaborazione tra i membri, le loro abitudini completamente diverse e le loro maniere lontanissime dall'essere affascinanti, e talvolta ripugnanti.
10. La mancanza di potere per fare qualcosa di buono, e la difficoltà di metterlo in pratica a causa dell'interessamento dei trustees.
11. L'orgoglio degli stessi trustees e le conseguenze che ne derivano.
12. Il loro enorme potere che a mio giudizio a loro non compete.
13. La sempiterna richiesta di reports (resoconti sulle attività museali), la maggior parte dei quali non fornisce abbastanza informazioni, e, nel caso contrario, vengono comunque male interpretati in quanto i trustees non hanno la preparazione per comprenderli.